# Palacio del Senado (España)
El Palacio del Senado es la sede del Senado, una de las dos cámaras que componen las Cortes Generales, el parlamento nacional de España. Se encuentra en el Barrio del Palacio, Distrito Centro de Madrid.

## Historia
El Palacio del Senado se encuentra en Madrid en la plaza de la Marina Española. Es un edificio del siglo XVI, antiguo Colegio de la Encarnación, de religiosos agustinos calzados también llamado Colegio de doña María de Aragón (parte del complejo del Real Monasterio de la Encarnación). El colegio fue una de las instituciones más destacadas de la Corte madrileña, y su iglesia contenía varias obras maestras de El Greco, hoy en el Museo del Prado.
Entre 1820 y 1823, durante el Trienio Liberal fue el lugar de reunión de las Cortes previstas en la Constitución de 1812 (anteriormente reunidas en Cádiz hasta 1814).
Desde 1835 pasó a ocupar el Estamento de Próceres previsto en el Estatuto Real de 1834, que se reunió, de forma provisional, en el Casón del Buen Retiro.
Con diversos cambios de nombre y función, según la coyuntura política, siguió sirviendo de sede de la Cámara alta hasta 1923 en que la dictadura de Primo de Rivera disolvió las Cortes, instauró una única cámara legislativa denominada Asamblea Nacional Consultiva y no volvió a convocar el Senado.
Esta situación se mantuvo a partir de 1931, durante la Segunda República Española ya que al ser las Cortes también unicamerales, celebraban sus sesiones en el palacio de la Carrera de San Jerónimo (de manera excepcional durante los debates constitucionales y para la elección de Azaña como presidente se reunieron en el Palacio de Cristal del Retiro).
Durante el franquismo, el edificio fue la sede del Consejo Nacional del Movimiento (mientras que las Cortes Españolas ocupaban el palacio de la Carrera de San Jerónimo).
A partir de 1976 durante la Transición, cobijó la institución que, con el nombre de "Senado", preveía la Ley para la Reforma Política y que intervino junto con el "Congreso de los Diputados" en la redacción de la Constitución española de 1978.
Desde las elecciones de 1979, el edificio viene siendo ocupado por la cámara que con el nombre actual de Senado, junto con el Congreso de los Diputados integra las Cortes Generales y que se configura según establece el artículo 69 de la vigente Constitución.
A finales del siglo XX se efectuó una ampliación en un edificio anexo, cuya fachada da a la calle Bailén, con forma semicircular. El Palacio conserva una interesante colección de obras de arte, entre las que destacan varias pinturas historicistas del siglo XIX.

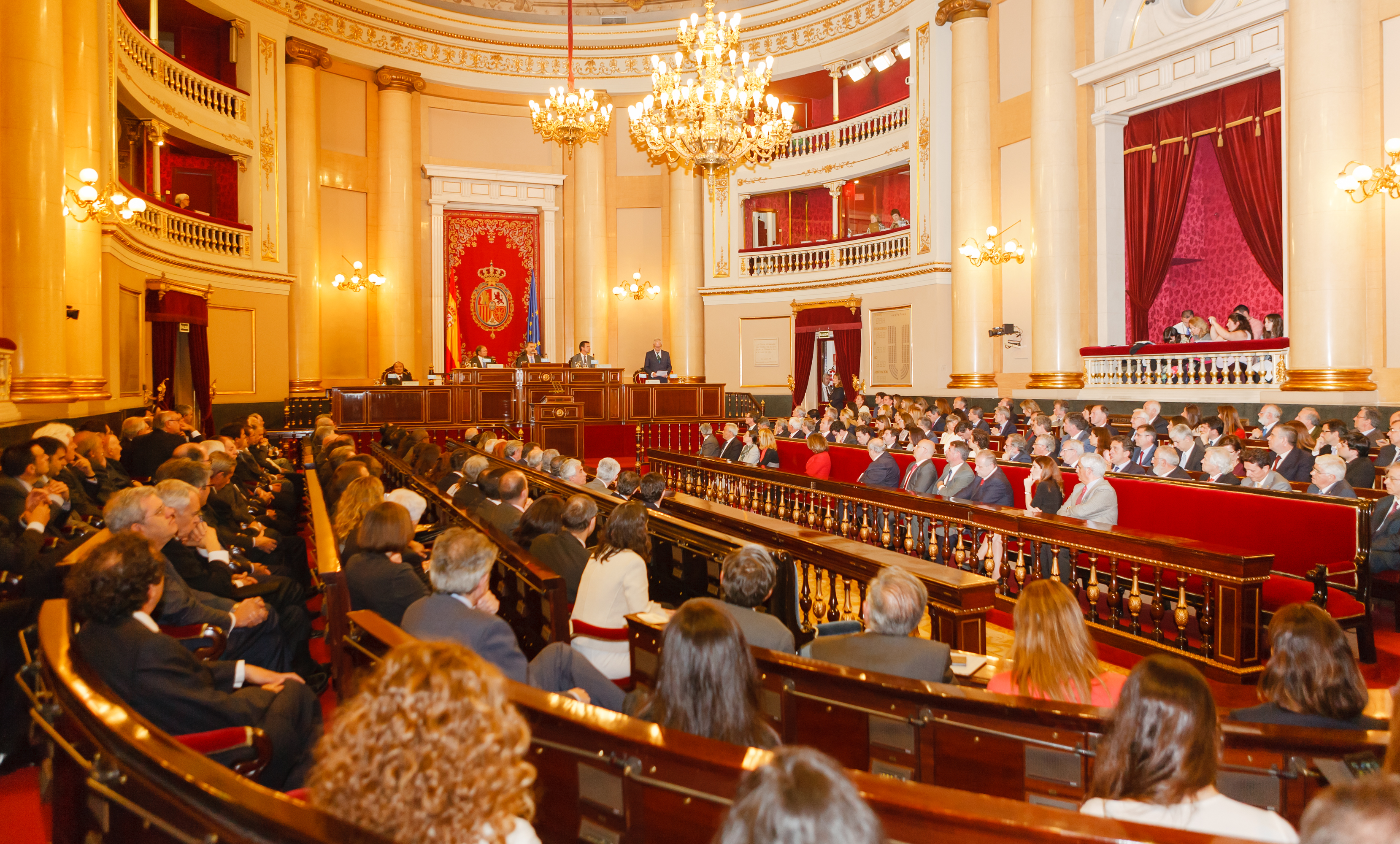
Salón de Sesiones